# كن مثل بيل

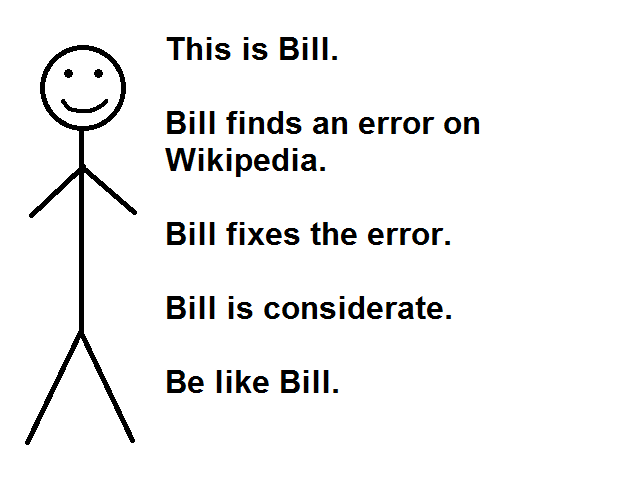
مثال لميم كن مثل بيل

كن مثل بيل (بالإنجليزية: Be like Bill)‏ ميم ظهر علي الإنترنت في عام 2015. عادةً ما يحتوي هذا الميم على صورة بسيطة لشخص، جنبًا إلى جنب مع نص مثل بيل نباتي. بيل لا يخبر الجميع بذلك. بيل ذكي. كن مثل بيل. تم وصف الميم بأنه«وسيلة للناس للهجوم علي سلوكيات وسائل التواصل الاجتماعي السلبية التي تزعجهم.»  كما جذب الميم عددًا كبيرًا من المنتقدين الذين انتقدوا لهجة الميم. وفي 25 يناير 2016 كان لصفحة كن مثل بيل على فيسبوك أكثر من 1.5 مليون «إعجاب».

## نسخ بلغات أخرى
أنتجت نسخ أخري للميم منها بلال بالعربية، راشد في ماليزيا، جوزيه بالإسبانية و (بيتيا) بالروسية. وهناك نسخة أفغانية تسمى كن مثل قدس.